# Itabuna EC
Der Itabuna Esporte Clube, in der Regel kurz Itabuna genannt, ist ein 1967 gegründeter brasilianischer Fußballverein aus Itabuna im Bundesstaat Bahia.
Erstmals durfte der Klub an der 1978 am Spielbetrieb der obersten Spielklasse Brasiliens teilnehmen. Itabuna profitierte von einer Anhebung der Teilnehmerzahl für die Copa Brasil 1978 auf 74. In der Copa Brasil 1977 waren es 62 Teilnehmer. Der Itabuna belegte hier den 67. Platz. Auch in der Folgesaison spielte man erstklassig und belegte den 66. Platz bei 94. Teilnehmern.
Danach folgten noch Teilnahmen an der Série B. 1980 Platz 33 von 64, 1981 44. von 48 und Taça de Prata 1984 Achter von 32.
Aktuell spielt der Verein in der vierten brasilianischen Liga, der Série D, sowie in der Staatsmeisterschaft von Bahia.

## Erfolge
- Staatsmeisterschaft von Bahia – Vizemeister: 1970
- Staatsmeisterschaft von Bahia – Segunda Divisão: 2002, 2022

## Stadion
Der Verein trägt seine Heimspiele im Estádio Luiz Viana Filho in Itabuna aus. Das Stadion hat ein Fassungsvermögen von 9200 Personen.

## Trainer
Stand: 23. November 2024
| Trainer                  | Nation    | von              | bis              |
| ------------------------ | --------- | ---------------- | ---------------- |
| Sergio Araujo dos Santos | Brasilien | 8. Dezember 2022 | 20. März 2023    |
| Mathaus Sodré            | Brasilien | 11. Januar 2024  | 30. Januar 2024  |
| Maico Franco             | Brasilien | 31. Januar 2024  | 16. Februar 2024 |
| Clesly Evandro Guimarães | Brasilien | 21. Februar 2024 | 18. März 2024    |
| Laelson Lopes            | Brasilien | 25. April 2024   | 23. August 2024  |